# Emilio Portes Gil, Durango
Emilio Portes Gil är en ort i Mexiko.   Den ligger i kommunen Nombre de Dios och delstaten Durango, i den centrala delen av landet, 700 km nordväst om huvudstaden Mexico City. Emilio Portes Gil ligger 1 855 meter över havet och antalet invånare är 330.
Terrängen runt Emilio Portes Gil är en högslätt. Runt Emilio Portes Gil är det ganska glesbefolkat, med 21 invånare per kvadratkilometer. Närmaste större samhälle är Nombre de Dios, 12,0 km väster om Emilio Portes Gil. Omgivningarna runt Emilio Portes Gil är i huvudsak ett öppet busklandskap.